# 德富苏峰
德富苏峰（1863年3月14日—1957年11月2日），本名德富豬一郎，是日本著名的政治家，报人，历史学家。

## 生平
曾担任大日本言论报国会、文学报国会、大日本国史会会长。二战后被遠東國際軍事法庭認定为甲級戰犯嫌犯，不過最後得到不起訴的處分。文豪德富蘆花之兄。
德富苏峰早期主张平民主义，日清战争时期转变为皇室中心主义，鼓吹对外侵略，成为“力的福音信奉者”。其思想对当今日本右翼仍然有很大影响。

## 著作
- 《第十九世纪日本的青年及教育》
- 《将来之日本》
- 《近世日本国民史》
- 日记《玩苏梦物语》（1945年8月18日-1947年7月2日）

## 图集

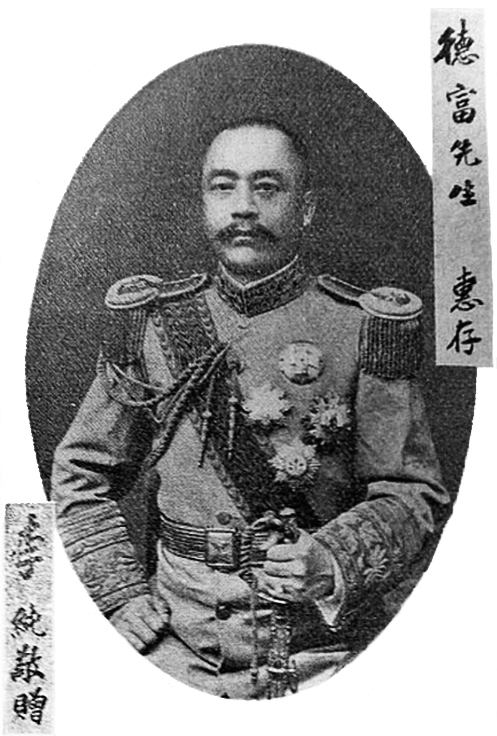
江苏督军李纯赠给德富苏峰的照片
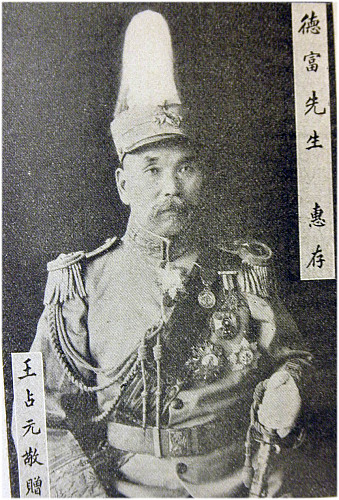
湖北督军王占元赠给德富苏峰的照片
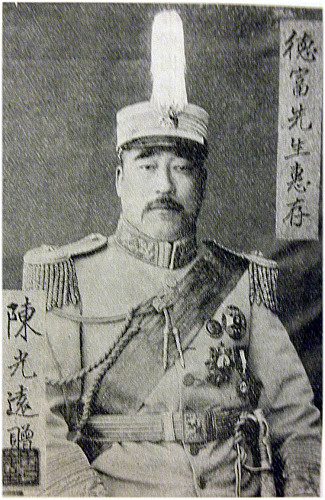
江西督军陈光远赠给德富苏峰的照片
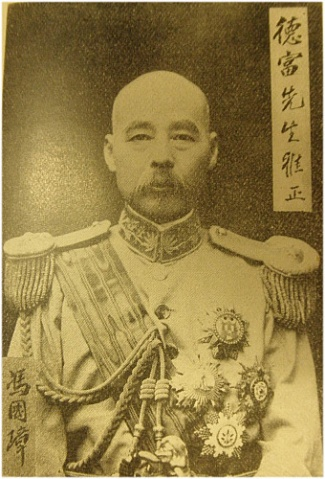
代理大总统冯国璋赠给德富苏峰的照片